# Silver Springs, Alaska
Silver Springs är en ort i Copper River Census Area i delstaten Alaska, USA.